# Nanocnide
Nanocnide ist eine Pflanzengattung aus der Familie der Brennnesselgewächse (Urticaceae).

## Beschreibung
Es handelt sich um kleine bis mittelgroße (10 bis 40 cm) mehrjährige, krautige Pflanzen, bei denen von einem kriechenden Rhizom aufrechte Stängel abzweigen. Hierdurch entstehen rasenartige Bestände (Populationen). Die Pflanzen besitzen Brennhaare, allerdings nur kurze und wenige. Die Stängel und Blattränder sind oft rötlich überlaufen.
Die wechselständigen Laubblätter sind nur wenig länger als breit und haben einen grob und tief gesägten Blattrand. Am Grunde jedes Blattes sitzen zwei häutige Nebenblätter.
Die männlichen Blüten stehen in deutlich gestielten Zymen in den Blattachseln und sind selbst nochmals gestielt. Sie haben ein meist fünfzähliges, manchmal auch vierzähliges Perianth, wobei alle Blütenhüllblätter gleich sind. Die weiblichen Blüten sitzen dagegen in ungestielten Knäueln in den Blattachseln. Ihr Perianth ist vierzählig, wobei die beiden inneren Blütenhüllblätter kleiner sind als die beiden äußeren. Die Blütezeit geht von April bis Mai.

## Arten und Vorkommen
Die Gattung besteht je nach Auffassung aus zwei bis drei Arten:
- Nanocnide japonica Blume (Syn.: Nanocnide dichotoma S.S. Chien) kommt im gemäßigten bis subtropischen Ostasien von Japan bis Süd-China vor.
- Nanocnide lobata Weddell (Syn.: Nanocnide pilosa Migo) kommt im subtropischen Ostasien von China bis Vietnam vor.
- Nanocnide closii H. Lév. & Vaniot wird meistens als Pilea japonica (Maxim.) Hand.-Mazz. (Syn.: Achudemia japonica Maximowicz) der Gattung Pilea zugerechnet. Sie kommt im gemäßigten bis kühlen Ostasien von Nordchina bis ins östliche Sibirien vor.

Alle Arten wachsen an schattigen, feuchten Stellen entlang von Waldbächen oder in Schluchten.

## Sonstiges
Alle Arten wurden als Mittel gegen Fieber verwendet.